# Maldive ai Giochi della XXXII Olimpiade
Le Maldive hanno partecipato ai Giochi della XXXII Olimpiade, che si sono svolti a Tokyo, Giappone, dal 23 luglio all'8 agosto 2021 (inizialmente previsti dal 24 luglio al 9 agosto 2020 ma posticipati per la pandemia di COVID-19) con quattro atleti, due uomini e due donne.
Si è trattato della nona partecipazione di questo paese ai Giochi estivi.

## Delegazione
| Sport            | Uomini | Donne | Totale |
| ---------------- | ------ | ----- | ------ |
| Atletica leggera | 1      | 0     | 1      |
| Badminton        | 0      | 1     | 1      |
| Nuoto            | 1      | 1     | 2      |
| Totale           | 2      | 2     | 4      |

## Atletica leggera
| Q | Qualificato al turno successivo per la posizione in qualificazione                                                           |
| q | Qualificato per il turno successivo per ripescaggio o, negli eventi su campo, conquistando la misura minima per qualificarsi |

Maschile
Eventi su pista e strada
| Atleta       | Evento      | Batterie preliminari | Batterie preliminari | Batteria        | Batteria        | Semifinale      | Semifinale      | Finale          | Finale          |
| Atleta       | Evento      | Risultato            | Posizione            | Risultato       | Posizione       | Risultato       | Posizione       | Risultato       | Posizione       |
| ------------ | ----------- | -------------------- | -------------------- | --------------- | --------------- | --------------- | --------------- | --------------- | --------------- |
| Hassan Saaid | 100 m piani | 10"70                | 4º                   | Non qualificato | Non qualificato | Non qualificato | Non qualificato | Non qualificato | Non qualificato |

## Badminton
| Atleta                         | Evento            | Girone                  | Girone                          | Girone | Ottavi               | Quarti               | Semifinale           | Finale               | Finale          |
| Atleta                         | Evento            | Avversario Punteggio    | Avversario Punteggio            | Pos.   | Avversario Punteggio | Avversario Punteggio | Avversario Punteggio | Avversario Punteggio | Pos.            |
| ------------------------------ | ----------------- | ----------------------- | ------------------------------- | ------ | -------------------- | -------------------- | -------------------- | -------------------- | --------------- |
| Fathimath Nabaaha Abdul Razzaq | Singolo femminile | He (CHN) P (6–21, 3–21) | S. Aghaei (IRN) P (14–21, 7–21) | 3ª     | Non qualificata      | Non qualificata      | Non qualificata      | Non qualificata      | Non qualificata |

## Nuoto
Maschile
| Atleta              | Gara               | Batterie | Batterie | Semifinali      | Semifinali      | Finale          | Finale          |
| Atleta              | Gara               | Tempo    | Pos.     | Tempo           | Pos.            | Tempo           | Pos.            |
| ------------------- | ------------------ | -------- | -------- | --------------- | --------------- | --------------- | --------------- |
| Mubal Azzam Ibrahim | 100 m stile libero | 58"37    | 69º      | Non qualificato | Non qualificato | Non qualificato | Non qualificato |

Femminile
| Atleta         | Gara       | Batterie | Batterie | Semifinali      | Semifinali      | Finale          | Finale          |
| Atleta         | Gara       | Tempo    | Pos.     | Tempo           | Pos.            | Tempo           | Pos.            |
| -------------- | ---------- | -------- | -------- | --------------- | --------------- | --------------- | --------------- |
| Aishath Sajina | 100 m rana | 1'33"59  | 43ª      | Non qualificata | Non qualificata | Non qualificata | Non qualificata |